# Iberodorcadion
Iberodorcadion is een kevergeslacht uit de familie van de boktorren (Cerambycidae). De wetenschappelijke naam van het geslacht werd voor het eerst geldig gepubliceerd in 1943 door Breuning.

## Soorten
Iberodorcadion omvat de volgende soorten:
- Iberodorcadion amorii (Marseul, 1856)
- Iberodorcadion atlantis (Bedel, 1921)
- Iberodorcadion coelloi Verdugo, 1996
- Iberodorcadion isernii (Pérez-Arcas, 1868)
- Iberodorcadion lorquinii (Fairmaire, 1855)
- Iberodorcadion lusitanicum (Chevrolat, 1840)
- Iberodorcadion marmottani (Escalera, 1900)
- Iberodorcadion mimomucidum (Breuning, 1976)
- Iberodorcadion mucidum (Dalman, 1817)
- Iberodorcadion mus (Rosenhauer, 1856)
- Iberodorcadion suturale (Chevrolat, 1862)
- Iberodorcadion abulense (Lauffer, 1902)
- Iberodorcadion aguadoi Aguado & Tomé, 2000
- Iberodorcadion albicans (Chevrolat, 1862)
- Iberodorcadion almarzense (Escalera, 1902)
- Iberodorcadion aries Tomé & Berger, 1999
- Iberodorcadion becerrae (Lauffer, 1901)
- Iberodorcadion bolivari (Lauffer, 1898)
- Iberodorcadion circumcinctum (Chevrolat, 1862)
- Iberodorcadion demandense (Escalera, 1902)
- Iberodorcadion ferdinandi (Escalera, 1900)
- Iberodorcadion fuentei (Pic, 1899)
- Iberodorcadion ghilianii (Chevrolat, 1862)
- Iberodorcadion graellsii (Graëlls, 1858)
- Iberodorcadion grustani González, 1992
- Iberodorcadion heydenii (Kraatz, 1870)
- Iberodorcadion korbi (Ganglbauer, 1884)
- Iberodorcadion marinae Tomé & Bahíllo, 1996
- Iberodorcadion martinezii (Pérez-Arcas, 1874)
- Iberodorcadion molitor (Fabricius, 1775)
- Iberodorcadion mosqueruelense (Escalera, 1902)
- Iberodorcadion neilense (Escalera, 1902)
- Iberodorcadion nudipenne (Escalera, 1908)
- Iberodorcadion paulae Corraleño & Murria, 2012
- Iberodorcadion perezi (Graëlls, 1849)
- Iberodorcadion pseudomolitor (Escalera, 1902)
- Iberodorcadion segovianum (Chevrolat, 1862)
- Iberodorcadion seguntianum (Daniel K. & Daniel J., 1898)
- Iberodorcadion terolense (Escalera, 1902)
- Iberodorcadion uhagonii (Pérez-Arcas, 1868)
- Iberodorcadion zarcoi (Schramm, 1910)
- Iberodorcadion zenete Anichtchenko & Verdugo, 2004
- Iberodorcadion brannani (Schaufuß, 1870)
- Iberodorcadion castilianum (Chevrolat, 1862)
- Iberodorcadion fuliginator (Linnaeus, 1758)
- Iberodorcadion seoanei (Graells, 1858)
- Iberodorcadion spinolae (Dalman, 1817)